# Erich Horndasch
Erich Horndasch (* 22. Juni 1926 in München, Freistaat Bayern; † 1. Mai 2010 in Stammham) war ein bayerischer Künstler, vor allem im Bereich Christlicher Kunst.

## Biografie
Erich Horndasch wurde 1926 in München geboren. 1943 wurde er als Luftwaffenhelfer eingezogen. Er kam in Russische Kriegsgefangenschaft, woraus er sich befreien und nach München flüchten konnte. Ab 1946 absolvierte er ein Studium zu Graphik und Radierung an der Münchener Kunstakademie. Seine Lehrer waren unter anderem Karl Caspar, Hermann Kaspar und Willi Geiger. Sein Kommilitone war der Künstler Ingfried Henze. Nach der Ausbildung arbeitete Horndasch in Dießen am Ammersee. Er war vor allem im Bereich der Kirchengestaltung aktiv. Horndasch lebte in Stammham, wo er 2010 starb.

## Technik
Erich Horndasch war ein sehr vielseitiger Künstler. Für die Außenfassade des Rhaetenhauses nutzte er das Sgraffito. Er erstellte kleinformatige Bilder als Aquarell auf Papier, Glasbilder und Lithographien. Außerdem gestaltete Horndasch großformatige Fenster, Wandteppiche und Batikarbeiten.

## Ehrungen und Mitgliedschaften
Erich Horndasch war Mitglied der Farbgebungskommission von Burghausen. Ihm wurde 2003 der Kulturpreis des Landkreises Altötting verliehen. Während seines Studiums wurde Horndasch Mitglied der Katholischen Bayerischen Studentenverbindung Rhaetia.

## Ausstellungen
- 2019 Kultur am Goldenen Steig 2019 – Vernissage: Erich Horndasch, Salzweg[6]

## Werke im öffentlichen Raum (Auswahl)
- 1950: Pfarrkirche in Regen
- Altarbild der Kirche in Schwarzau (Gemeinde Trostberg)
- 1952: Wandgemälde Christuskirche in Landsberg am Lech[7]
- 1957: Außenfassade Rhaetenhaus München
- 1959: Innenraum der Kirche in Riedlhütte[8]
- Umgestaltung der Pfarrkirche St. Johannes der Täufer Spiegelau[9]
- Glasfenster der Pfarrkirche St. Rupert Salzweg
- 1964: Ausmalung der Rupertuskapelle der Abtei Ottobeuren[10]
- 1965: Altarbild St. Nikola Passau[11]
- 1969: Glasfenster der Pfarrkirche St. Johannes der Täufer Wegscheid[12]
- 1969: Glasfenster der Pfarrkirche Hl. Dreifaltigkeit Sandbach
- 1970: Fensterband in der Pfarrkirche Hinterschmiding
- 1974: Kirchenfenster der Pfarrkirche Mariä Himmelfahrt Kirchenthumbach[13]
- 1977: Kubische Malerei im Chorraum der Klosterkirche St. Sebastian Rosenheim[14]
- Wandteppiche im Stadtsaal Burghausen, Festsaal Wackerwerk Burghausen, Krankenhaus Altötting, Rathaus Burgkirchen an der Alz
- Renovierung der Kirche St. Oswald (Marktl)[15]
- Ausmalung des Andachtsraums der Kapuzinerkirche St. Elisabeth (Aschaffenburg)
- Lichtschlitze in der Kirche St. Johannes Evangelist München-Fasanerie[16]

## Zitate
- «Alles, was wir sehen ist in Wirklichkeit farblos! Nur wir selbst produzieren die Farben in die Welt hinein»[17]
- «Ich glaube, es ist an der Zeit, wieder zu lernen, was wir verlernt haben. Wir sollten den Versuch wagen, wieder mehr selbst hineinzuhorchen und hineinzusehen. Wir sollten uns die Gefühle – und wer wollte bestreiten, dass diese nicht real sind – ins Wachbewusstsein rufen, ebenso wie das tiefere Wissen um unsere Seele…»[17]

## Fotos (Auswahl)

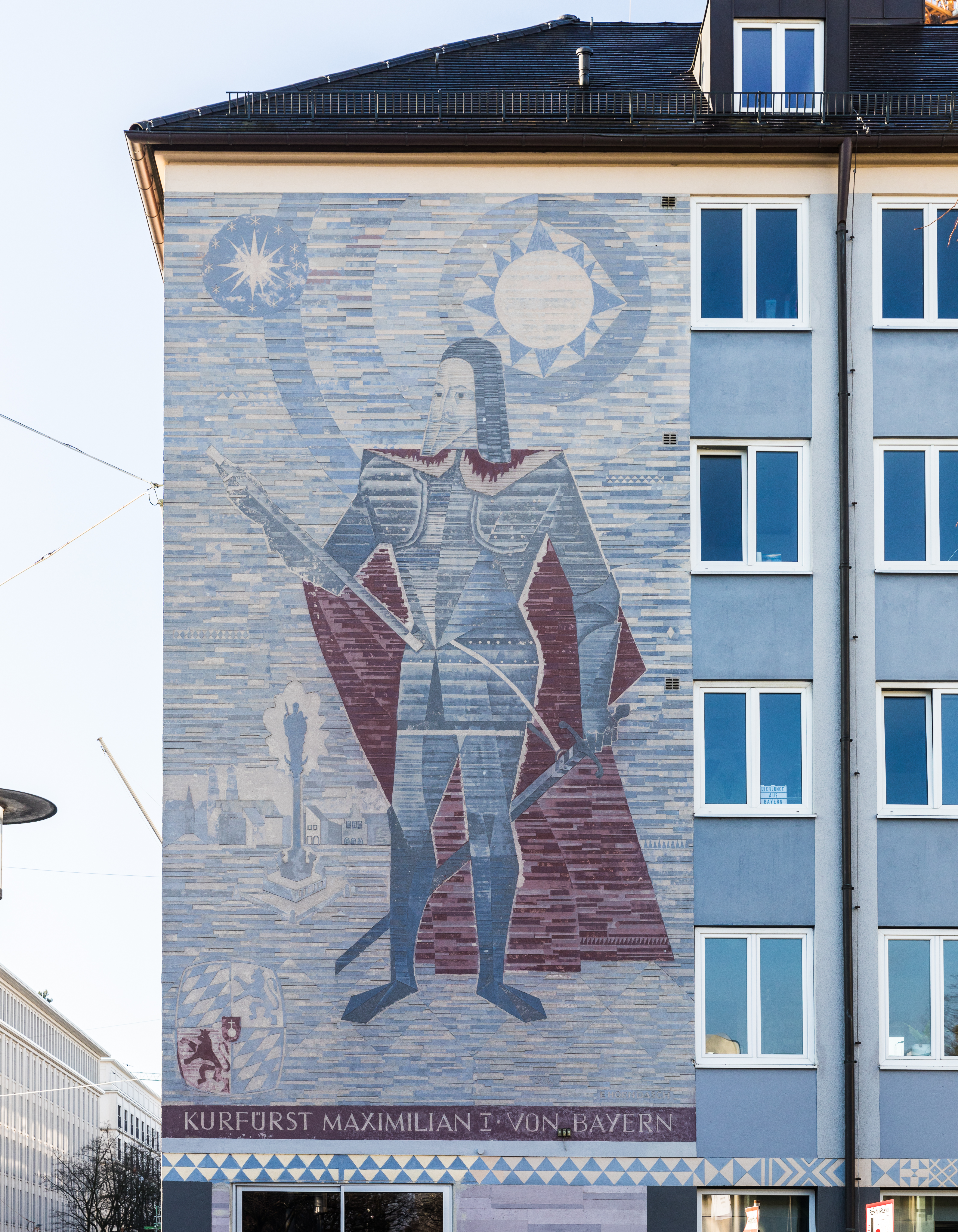
Sgraffito von Kurfürst Maximilian I. von Bayern